# Eynibulaq
Eynibulaq (ryska: Эйнибулак) är en ort i Azerbajdzjan.   Den ligger i distriktet Siyəzən Rayonu, i den nordöstra delen av landet, 110 km nordväst om huvudstaden Baku. Eynibulaq ligger 165 meter över havet och antalet invånare är 915.
Terrängen runt Eynibulaq är kuperad. Närmaste större samhälle är Divichibazar, 11,4 km norr om Eynibulaq. 
Trakten runt Eynibulaq består till största delen av jordbruksmark. Runt Eynibulaq är det ganska glesbefolkat, med 47 invånare per kvadratkilometer.